# Kaspischer Bogenfingergecko
Der Kaspische Bogenfingergecko (Tenuidactylus caspius, Syn.: Cyrtopodion caspium, Cyrtodactylus caspius), auch Kaspischer Nacktfingergecko genannt, ist ein Gecko aus der Gattung Tenuidactylus und lebt im westlichen Zentralasien.

## Merkmale
Der Kaspische Bogenfingergecko erreicht eine Gesamtlänge von 16 cm. Die Kopf-Rumpf-Länge beträgt im Schnitt rund 6 cm, maximal 7,8 cm bei Männchen und maximal 6,8 cm bei Weibchen. Die Grundfarbe der Oberseite ist sandfarben oder bräunlich. Auf Nacken und Rumpf befinden sich 5–6 unregelmäßige, dunkle Querbinden, die sich in 10–12 Querstreifen auf dem Schwanz fortsetzen. Die Unterseite ist weißlich. Kopf und Rumpf sind leicht abgeplattet, der Kopf ist relativ groß und der Rumpf kräftig.
Die Körperoberseite weist 12–16 Längsreihen sehr kräftiger, dreieckiger, gekielter Höckerschuppen (Rückentuberkel) auf, die von zahlreichen kleinen Schuppen umgeben sind. Die Höckerschuppen reichen vom Rücken bis über die Hinterbeinansätze hinaus auf den Nacken und den hinteren Kopfbereich. Die Schwanzschuppen sind in Wirteln angeordnet, die nach hinten mit je einer Querreihe sehr großer, stark gekielter, dornig wirkender Höckerschuppen besetzt sind. Insgesamt erhalten die Tiere durch die Höckerschuppen ein raues, stacheliges Aussehen. Die Zehen weisen keine differenzierten Haftlamellen auf und ihre Enden sind winklig aufgebogen (Name).
Die Jungtiere haben deutlich weniger (7–8) dunkle Querbinden auf dem Schwanz als die Alttiere.

## Verbreitung

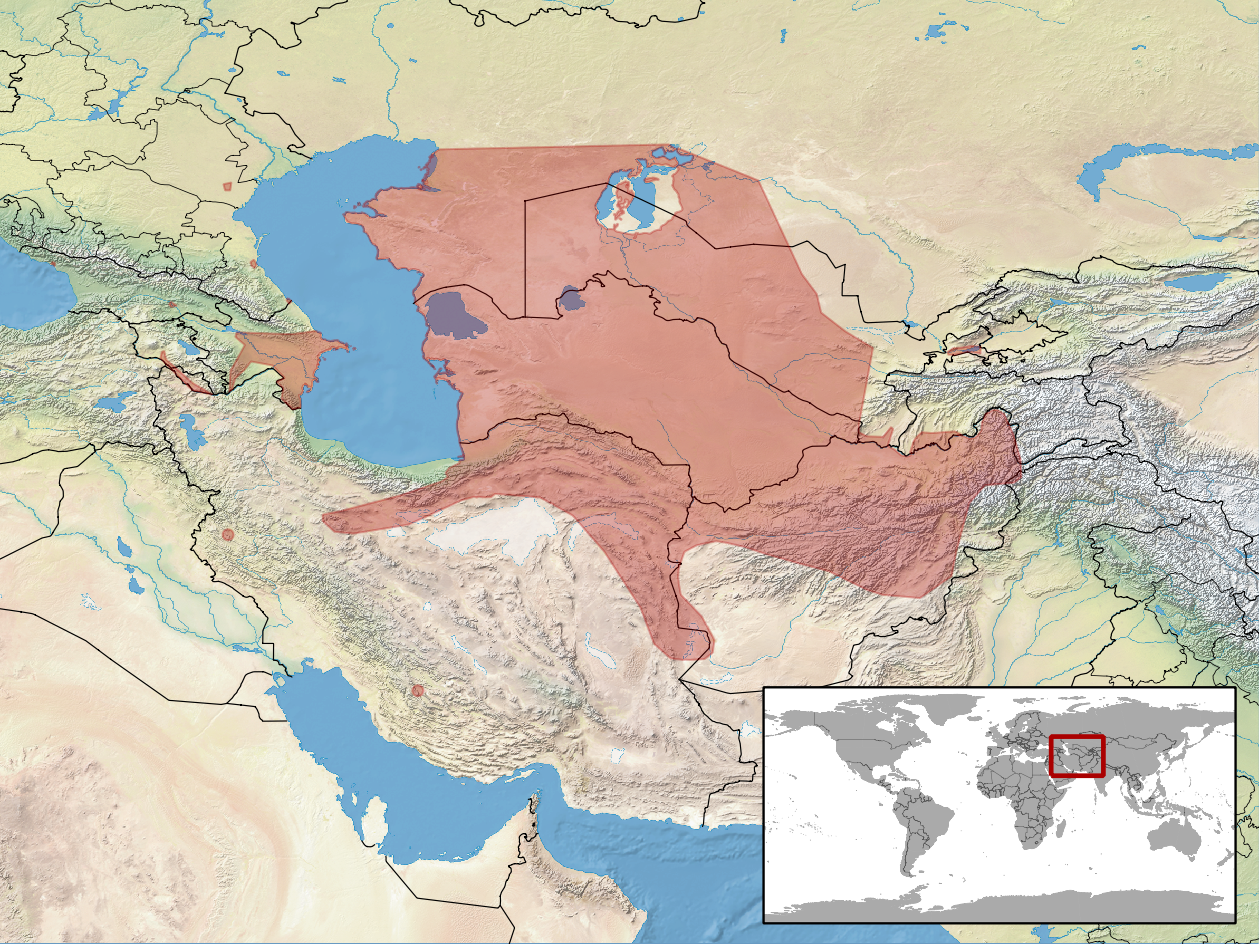
Das Verbreitungsgebiet des Kaspischen Bogenfingergeckos.

Das Verbreitungsgebiet umfasst einige kleine Areale im Kaukasus und am westlichen Ufer des Kaspischen Meeres (hier vor allem in Aserbaidschan), sowie ein großes, zusammenhängendes Areal vom südlichen Kasachstan über Turkmenistan und Usbekistan bis in den nördlichen Iran und östlich nach Afghanistan und Tadschikistan. Im Iran und Tadschikistan gibt es noch weitere kleine, disjunkte Areale.
Eingeschleppt wurde die Art in Georgien (beispielsweise in der Stadt Sochumi am Schwarzen Meer, in der russischen Stadt Astrachan in der Wolgaregion und in der russischen Stadt Sotschi).

## Lebensraum
Der Kaspische Bogenfingergecko kommt von Meeresspiegelhöhe bis in rund 1650 m über NN (in Afghanistan) vor. Im westlichen Arealteil (Kaukasus) bewohnt die Art felsige steile Hänge, aber auch alte und verfallene Gebäude, z. B. in den dagestanischen Städten Machatschkala, Bujnaksk und Derbent. In Mittelasien ist sie an Lösshängen, in Schluchten, an Ruinen, in Nagerbauten und selten auch an Bäumen zu finden.

## Lebensweise

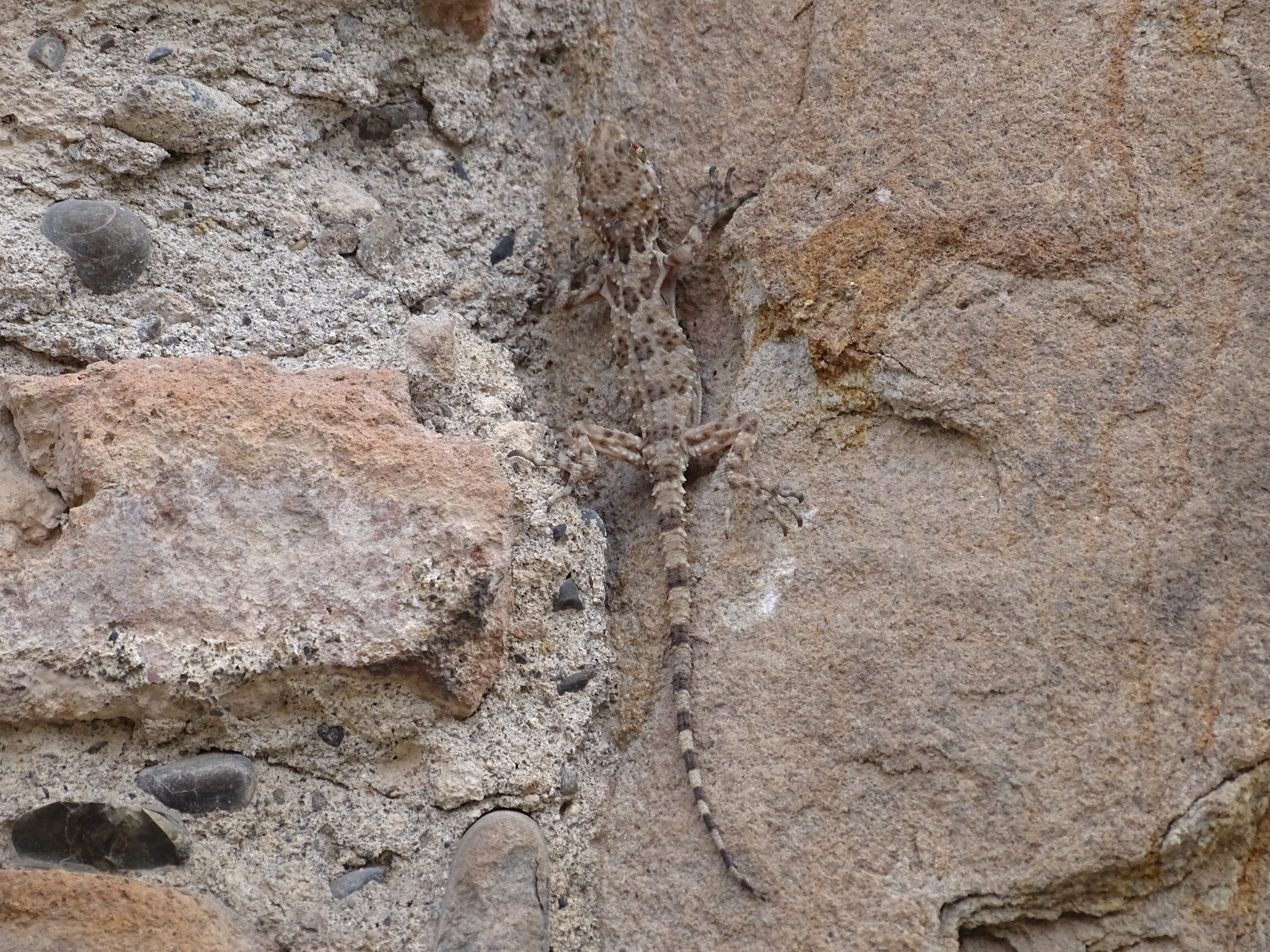
Ein Kaspischer Bogenfingergecko auf altem Mauerwerk

Von Oktober bis Februar/März wird eine Winterruhe gehalten. Im Frühjahr und Herbst sind die Tiere auch tagsüber aktiv, im Sommer dämmerungs- und nachtaktiv. Während der Paarungszeit kommt es zwischen den Männchen zu Revierkämpfen, die dann ein metallisches Pfeifen hören lassen. Die Eiablagen erfolgen zwischen Mai und August, wobei in der Regel zwei Gelege pro Weibchen abgesetzt werden. Ein Gelege besteht aus zwei ovalen, kalkschaligen Eiern von 13 mm Länge und 8 mm Breite, die in Hohlräume geklebt oder in lockeren Sand- oder Lössboden vergraben werden. Die Jungtiere schlüpfen von Ende Juli bis in den Spätherbst.
Die Nahrung besteht aus verschiedenen Insekten, wie Wanzen, Zikaden, Blattläusen und Käfern. Daneben werden auch Spinnentiere und Asseln erbeutet, in Ausnahmefällen auch junge Echsen, z. B. Eremias velox. Fressfeinde sind vor allem Schlangen und Vögel, wie der Schwarzmilan.

## Gefährdung
Die IUCN listet die Art als nicht gefährdet (least concern) mit einer stabilen Population.
Im größten Teil des Verbreitungsgebietes ist die Art häufig und allgemein ungefährdet. In Dagestan ist die Art jedoch selten und muss als bedroht angesehen werden. Da sie hier besonders an alten Gebäuden lebt, sind die Bestände durch deren Sanierung stark gefährdet.

## Unterarten
Es sind zwei Unterarten beschrieben worden, nämlich
- T. c. caspius (Eichwald, 1831) – Nahezu gesamtes Verbreitungsgebiet
- T. c. insularis (Akhmedov & Shcherbak, 1978) – Insel Dasch Sirja im Kaspischen Meer